# Критська війна (205—200 до н.е.)
Критська війна — військовий конфлікт 205—200 років до н. е. між двома коаліціями елліністичних держав, головними учасниками якого були Македонія та ворожі їй Пергам і Родос.

## Причини та обставини початку війни
У 205 р. до н. е. завершилась Перша Македонська війна, котру македонський цар Філіпп V розпочав за десятиліття до того на тлі важкої поразки Риму від Ганнібала під Каннами. Втім, цей конфлікт швидко перетворився на марудну боротьбу з іншими елліністичними державами та містами, котрим допомагали незначні експедиційні сили римлян. Якщо говорити про територіальні надбання, то підсумком війни стало, по суті, збереження статус-кво, тоді як з точки зору політичної ситуації безрезультатна Перша Македонська закрила для Філіппа західний напрямок експансії (як до Іллірії, так і до материкової Греції).
Враховуючи сказане вище, македонський цар вирішив звернути увагу на східну Егеїду. Тут певні володіння — на узбережжі південної Фракії, в Іонії (Самос, Ефес) та на Галікарнаському півострові — мало єгипетське царство Птолемеїв. Перші представники цієї династії ретельно вибудовували морську торгівельну імперію та надбали мережу опорних пунктів аж до Пропонтиди, при цьому вони протягом багатьох десятиліть вели боротьбу з Антигонідами (до яких належав і Філіпп V) — прямо чи шляхом фінансування їх ворогів. Така політика тривала щонайменше до часів Клеоменової війни, проте при малолітньому цареві Птолемеї V, правління якого почалось у 205 р. до н. е., єгипетські сановники приділяли мало уваги зовнішнім справам. В таких умовах головними гравцями у східній Егеїді ставали Пергамське царство та Родос, котрі під час Першої Македонської війни боролись проти Філіппа.  

## Події 205—203рр. до н.е

### Дії критян
Первісно македонський цар обрав стратегію непрямих дій проти своїх супротивників. З часів Літтійської війни він користувався сильним впливом на Криті (в 217/216 р. до н. е. всі міста острова навіть об'єднались у союз під патронатом Філіппа V), тому міг підштовхнути тутешніх союзників до нападів на родосців. Останні отримували найбільший зиск від морської торгівлі, тоді як одним із традиційних зайнять критян (поряд із найманством) було піратство. Як наслідок, саме піратські атаки становили основні події перших кількох років Критської війни, при тому що Македонія перебувала у формальному мирі з Родосом.
Хоча, як зазначено вище, Філіпп виступав покровителем загальнокритського союзу, проте останній створили після міжусобної війни міст острова, ворожнеча між якими нікуди не щезла. Тому дослідники вважають, що у війну з Родосом вступили лише окремі поліси Криту, котрі тяжіли до союзу з македонцями. У написі з Калімноса (один із Додеканеських островів, котрий лежить поряд з Косом та Галікарнаським півостровом) прямо говориться про напад з боку мешканців міста Гієрапітна (південно-східне узбережжя острова). Ще одне східнокритське місто Олус біля 201/200 р. до н. е. уклало з родосцями договір про дружбу, трактувати котрий як мирний дозволяють несимметричні умови щодо вибору союзників та зобов'язань прийти на допомогу. Серед інших критських противників Родоса дослідники називають Гортину та Елевтерну.
Що стосується власне подій на морі, важко скласти цілісне уявлення про хід боротьби Родоса та його союзників із критськими піратами, оскільки до наших часів дійшло дуже мало звісток про них. Як оповідає Діодор, критяни з флотом із семи кораблів почали піратствувати та розграбували багато суден. Оскільки це справило шокуючий вплив на всіх задіяних у морській торгівлі, родосці у відповідь оголосили війну проти критян.
Крім того, вже згаданий напис з Калімносу містить звістку про мобілізацію суден для боротьби з піратами. Ескадру віддали під командування Лісандра, котрий, довідавшись про рух критян у напрямку острова, перестрів їх в морі. У наступній битві біля Лакетери нападники зазнали поразки, а Лісандр повернувся назад із бранцями.

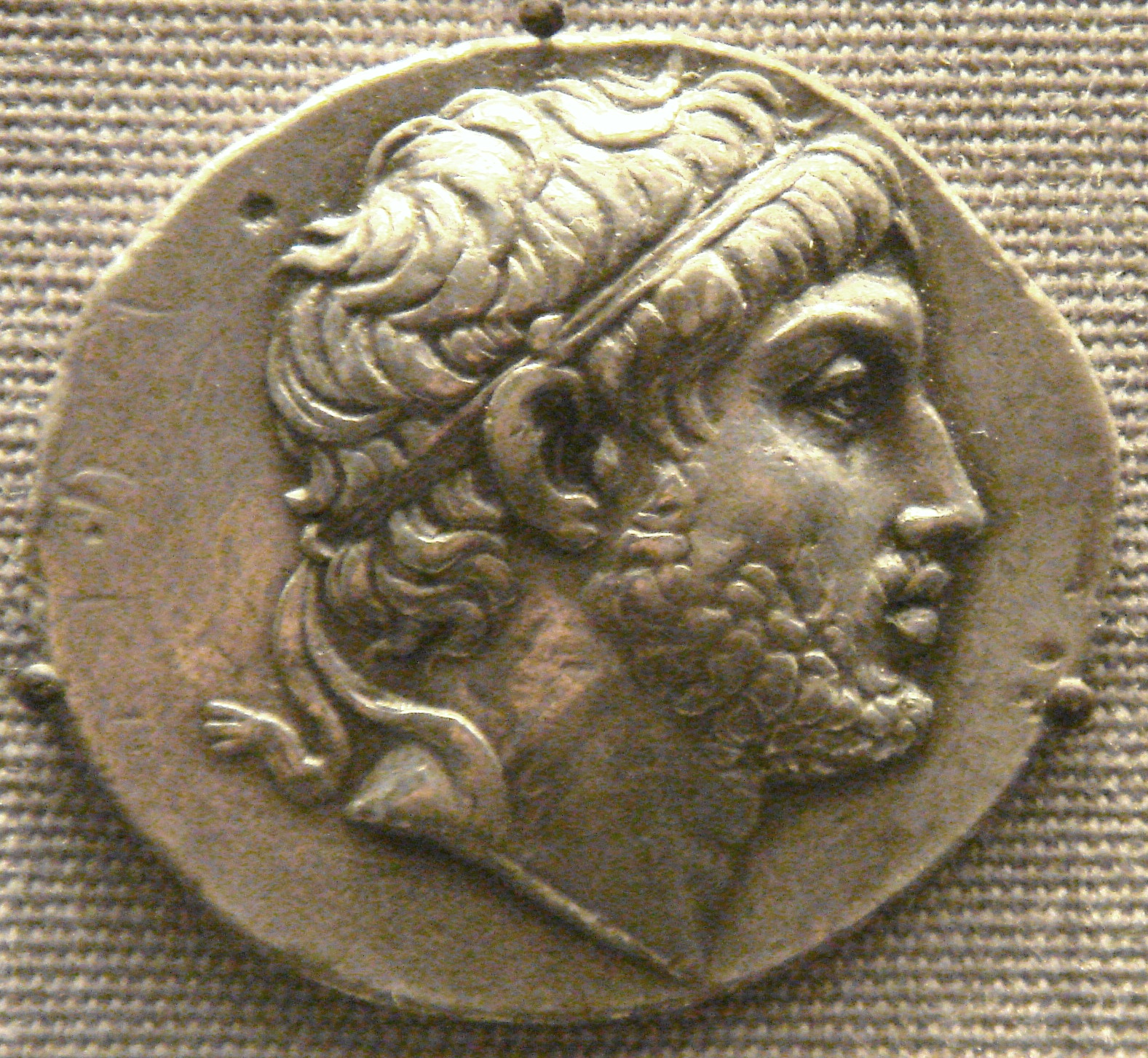
Філіпп V

### Операції Дікеарха
Не задовольняючись діями лише критян, македонський цар найняв для реалізації своїх задумів етолійця Дикеарха (мешканці Етолії також славились своїми розбоями на суходолі та на морі). На цей раз Філіпп сам надав двадцять кораблів та відправив його грабувати острови (ймовірно, Кіклади), шкодити торгівельному судноплавству та підтримувати критян проти родосців.
Як оповідає Полібій, Дикеарх вів справу настільки мерзенно, наче узявся злякати своїм нахабством навіть богів. На місцях своїх корабельних стоянок він зводив алтарі Нечестивості та Беззаконня і приносив на них жертви, начебто пошановував справжні божества (через кілька років у Єгипті Дикеарх виявився причетним до організованої етолійським полководцем Скопасом невдалої змови, причому лише його скарали після тортур, тоді як інших просто отруїли).

### Операція Геракліда
Окрім піратських нападів, котрі підривали торгівлю Родоса, було організована також таємна операція з метою знищення родоського флоту. За неї узявся тарентинець Гераклід, котрий вже встиг зарекомендувати себе вельми специфічним чином. Спершу він, займаючись починкою мурів свого рідного міста, видав його римлянам, котрі тоді вели війну з Ганнібалом. Після цього Гераклід вів таємну переписку з останнім та через загрозу викриття втік від римлян до Філіппа V.
Тепер тарентинець домовився з македонським царем провести підривну операцію на Родосі. В один із днів Гераклід вибіг із царського палацу з явними ознаками побиття, кинувся до храму та біля алтаря молився про помилування, а також прохав містян про заступництво. Далі він покинув Македонію на рибальському судні та прибув на Родос, де оповів, що причиною царського гніву була його незгода із підступними планами Філіппа щодо родосців. На підтвердження своїх слів він надав листа від македонського царя до критян, в якому Філіпп підбурював останніх на ворожі дії проти Родосу.
Здобувши таким чином довіру острів'ян, Гераклід дочекався ночі з сильним вітром, після чого підпалив гавань. У сильній пожежі згоріли тридцять доків разом із розміщеними у них кораблями, сам же тарентинець встиг втекти назад до Філіппа.

### Дії Філіппа проти варварів
Допоки на морі пірати підривали родоську торгівлю, сам Філіпп провадив військові кампанії проти варварів. Так, він вирушив у похід проти дарданців, котрі проживали на території сучасного Косова (Діодор підкреслює, що останні не заподіяли йому нічого поганого, проте варто зауважити, що в минулому це плем'я неодноразово здійснювало вторгнення до Македонії). Вигравши битву, Філіпп перебив десять тисяч дарданців.
У 204 р. до н. е. македонський цар провадив якісь військові дії проти фракійців. Їх подробиці зовсім невідомі, оскільки сам факт кампанії виводять із уривків тексту Полібія, котрий згадує кілька географічних назв у Фракії.

## Кампанія Філіппа в районі Пропонтиди (202р. до н.е.)
В 202 р. до н. е. македонський цар вирішив поширити свій вплив на грецькі міста Пропонтиди. Деякі з них — Лісімахія, Кіос, Калхедон — на тлі зростаючої загрози зі сторони сусідніх царів вирішили підшукати собі заступника в особі Етолійського союзу. Втім, вони не стали його повноцінними учасникам, а лише отримали статус союзників, що давало Філіппу змогу напасти на них без формального порушення мирної угоди, котрою за кілька років до того завершилась Перша Македонська війна (в якій етолійці виступили на стороні Риму).
Перш за все македонський цар оволодів розташованою на Фракійському Херсонесі (півострів, що утворює західну сторону протоки Дарданелли) Лісімахією, вигнавши звідси етолійського воєначальника та гарнізон. Також, за твердженням Полібія, Філіпп поширив свою владу на Калхедон, розташований у Азії біля входу до Босфора. Подробиці того, в якій формі це відбулось, нам невідомі, проте існують припущення, що раніше це місто було присилуване стати на сторону етолійців шляхом піратського нападу. Ймовірно, саме тоді македонський цар підпорядкував собі і Перинф — належне Візантію місто на північному узбережжі Пропонтиди.
Нарешті, Філіпп обернувся проти Кіоса (Кія), розташованого на східному узбережжі Пропонтиди (тепер місто Гемлик). Воно вже певний час конфліктувало зі швагером Філіппа віфінським царем Прусієм, на допомогу якому тепер прибули македонці. В цей час Кіос був послаблений внутрішнім конфліктом: один з його громадян Молпагор, котрий вмів красиво говорити та мав вплив на нижні верстви населення, досяг тиранічної влади. Підбурюючи своїх прихильників проти багатих кіосців, він частину з них знищив, а інших змусив полишити місто. Подробиці облоги Кіосу також невідомі, хоча існують припущення, що вигнанці допомагали царям.
У підсумку кіосці піддались Філіппу, причому без будь-яких оберігаючих їх умов. Посли грецьких міст (ймовірно, Візантія та Родосу) клопотали перед македонським царем за мешканців Кіосу, проте Філіпп в цинічній формі обманув їх та продав всіх кіосців у рабство. Саме місто перейшло під контроль Прусія, котрий знов заселив його та перейменував у Прусіаду (відома як Приморська, оскільки у віфінському царстві було декілька міст з такою назвою). Така допомога своєму родичу мала для Філіппа, окрім прямої матеріальної вигоди, ще одну перевагу, оскільки віфінський цар ворогував із Пергамом, котрий з часів Першої Македонської війни перетворився на супротивника Філіппа. В той же час, насильство над кіосцями вкрай занепокоїло та обурило потужні грецькі поліси, котрі в недалекому майбутньому вступлять у війну з македонським царем.
На зворотньому шляху від Пропонтиди Філіпп пристав до розташованого навпроти узбережжя південної Фракії острова Фасос. Мешканці однойменного міста погодились підкоритись, якщо цар звільнить їх від обтяжуючих зобов'язань (гарнізон, виплата податків, забезпечення постою військ) та дозволить продовжувати користуватись власними законами. Македонський цар погодився, проте після входження у місто обернув фасіян у рабство. Детальніше про причини такого поводження нам невідомо (про самі події на Фасосі до нас дійшло лише кілька крихітних уривків з твору Полібія).  
Не виключено також, що в цей же період до підкорення автономних грецьких полісів долучився залежний від Філіппа династ Карії (південно-західне завершення Малої Азії) Олімпік. Відомий лист родосців, в якому вони просять Філіппа захистити місто Ясос (на узбережжі затоки, котра вдається у суходіл між Мілетом та Галікарнасом) від дій підлеглого Олімпіку Поділоса. Втім, точне датування цих подій відсутнє, тому частина дослідників відносить цей лист не до 202 р. до н. е., а на десяток років раніше.

## Малоазійський похід Філіппа (201р. до н.е.)
Нарикінці 3 століття до н. е. сирійський цар Антіох III вирішив повернутись до своїх планів по оволодінню Келесирією. Перед тим у Четвертій Сирійській війні він після перших успіхів зазнав поразки у вирішальній битві при Рафії та втратив всі завоювання. Тепер же, коли на єгипетському престолі опинився малолітній Птолемей V, а на півдні держави Птолемеїв вже кілька років як палало потужне повстання автохтонного населення (у 204 р. до н. е. бунтівники змогли остаточно оволодіти Фівами та вигнати всі урядові гарнізони з Верхнього Єгипту), сирійський цар побачив слушний момент для повторної спроби. При цьому, за твердженням Полібія, він вступив у спілку з Філіппом V, спрямовану на розділ заморських володінь єгипетських царів.
Як засвідчують подальші дії македонського царя, останній дійсно націлився на володіння Птолемеїв у Егеїді. Проте він діяв достатньо обережно та протягом 202 р. до н. е. приймав єгипетських послів, тоді як Антіох III в цей час здійснив масштабне вторгнення до Келесирії. Нарешті, у 201 р. до н. е. Філіпп і сам вирушив у похід до східної Егеїди (втім, варто відзначити, що частина дослідників датує початок П'ятої Сирійської тим самим 201 р. до н. е. і, в такому випадку, дії Філіпа виглядають більш узгодженими з діями сирійського царя).
Маршрут, яким македонська армія прибула на захід Малої Азії, достеменно невідомий, хоча, за одним із припущень, Філіпп вирушив морським шляхом. На таку думку наводить повідомлення Лівія, за яким станом на 200 р. до н. е. гарнізони Філіпа знаходились на кількох островах Кікладського архіпелагу — Андросі, Кітносі та Паросі. Ймовірно, македонський флот із завантаженою на нього сухопутною армією перетнув Егейське море в його середній частині, підкорив Кіклади та вийшов до належного Птолемеям Самосу. Останній також був окупований, при цьому до рук Філіпа потрапила розміщена тут ескадра єгипетських кораблів, частину з яких вдалось привести до ладу.
Далі македонський цар вирушив на північ проти Пергаму. Використовуючи свою перевагу у наземних силах, він замкнув Аттала в його столиці та розорив її околиці (зокрема, сплюндрував численні святилища). Втім, можлива пожива була заздалегідь вивезена пергамцями з беззахисних селищ, тоді як спроби нападу на потужну пергамську фортецю, котра підноситься на горі над рівниною, виявились невдалими.
Не досягнувши нічого біля столиці свого супротивника, Філіпп рушив у південну частину його царства, до Фіатіри. Втім, і тут він не знайшов здобичі, тим часом як утримання його війська вимагало значних обсягів продовольства. Намагаючись вирішити останню проблему, македонський цар звернувся до Зевксида, поставленого Антіохом III сатрапом Лідії. Втім, хоча між Селевкидом та Філіппом і була укладена угода про спільні дії, проте фактично союзники ігнорували потреби один одного, так що Зевксид тільки вдавав, що намагається допомогти македонянам. У підсумку, Філіпп обложив якесь приморське місто, можливо, іонійські Еріфри.

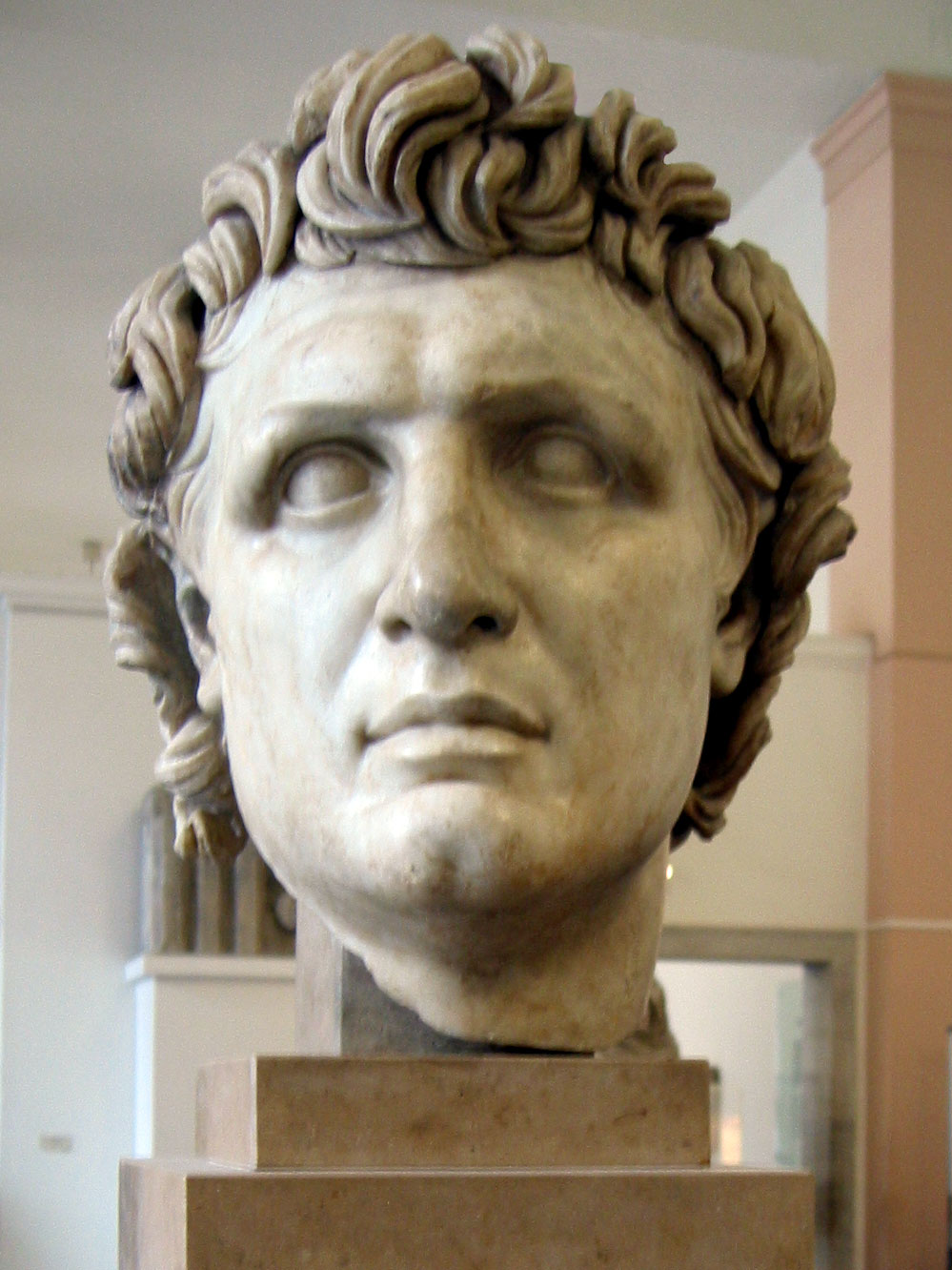
Аттал І

Тим часом у регіоні сформувалась антимакедонська коаліція, до якої увійшли Пергамське царство, Родос, Візантій, Кос, Хіос та Кізик. Перші три учасники створили об'єднаний флот, котрий переважав ескадру Філіппа та перекрив їй сполучення з Самосом. Не досягнувши жодних результатів у останній облозі, македонський цар вирішив раптово вийти у море, розраховуючи проскочити повз ворожий флот. Цей задум мав шанси на упіх, проте союзники (хоч і не всі одразу) змогли організувати погоню та, зусилено веслуючи, наздогнати кораблі Філіппа в протоці між Хіосом та півостровом Чешме. Тут сталась важка битва, в якій македоняни понесли великі втрати, особливо у людях. Союзний флот мав на порядок менші втрати, проте під завершення бою пергамський цар Аттал необачно відірвався від головних сил всього з трьома кораблями та вимушений був рятуватись втечею на берег, що перервало битву.

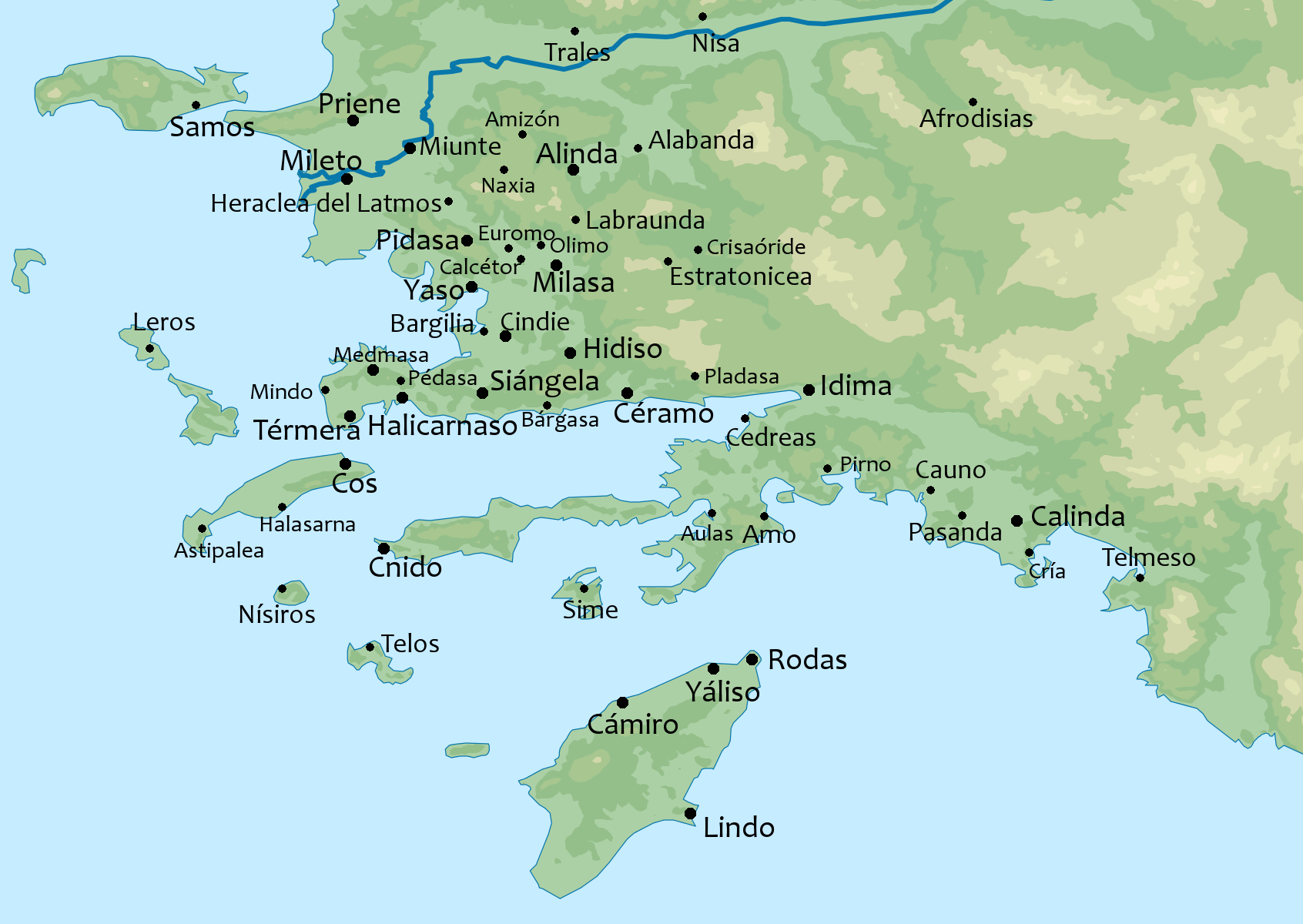
Мапа Карії та ряду оточуючих областей. Зокрема, позначені згадані у статті Мілет, Міунт, Алабанда, Міласа, Евром ((Euromo), Ясос (Yaso), Баргілія, Стратонікея (Estratonicea) та Родос

Про подальший хід подій нам оповідають лише кілька уривків із твору Полібія. З якихось причин союзний флот розділився, так що Філіпп зміг вступити в бій лише з самими родосцями. У сутичці, котра сталась біля острова Лада неподалік від Мілету, острів'яни зазнали невдачі (хоча масштаб битви не йшов у жодне порівняння із Хіоською) та відступили на південь у напрямку Коса. Філіпп, котрого мілетяни поспішили вшанувати підношенням золотого вінку, вирушив у Карію.
Тепер македонський цар зміг атакувати володіння родосців на материку («перею»), де їм належала доволі значна територія у східній частині Кнідського піострова (зокрема, в районі сучасного Мармарису). Вона перейшла під контроль македонського царя, хоча окремі пункти могли вистояти. Так, одне не назване в уривку із Полібія містечко витримало кілька приступів, після чого цар відступив від нього, руйнуючи невеликі укріплення та селища. За цим він обложив інше поселення — Принас — та спробував перш за все зруйнувати його мур підкопом, але ґрунт був каменистий та не дозволив дійти до стіни. Тоді Філіпп наказав по ночах зносити до місця, звідки намагались вести підкоп, груди землі та каміння, створюючи у принасян враження активного поступу в облогових роботах. У підсумку македонський цар оголосив, що все готове до штурму, і принасяни погодились на капітуляцію.
Хоча Філіпп зміг завдати родосцям шкоди окупацією Переї, проте його власне становище залишалось важким. Ворожа коаліція мала незаперечну перевагу на морі, тоді як македонська армія в Карії все так же страждала від нестачі продовольства. Певні його об'єми постачав Зевксид, проте їх було зовсім недостатньо. Мешканці Магнесії-на-Меандрі надали Філіппу якусь кількість інжиру, за що у відповідь отримали від нього Міунт (іонійське місто, котре з 228 р. до н. е. перебувало у спілці з Мілетом). Хоча жителі карійських міст Міласи та Алабанди також допомагали македонському царю, проте нестача припасів підштовхнула його напасти навіть на союзників: при цьому спроба захоплення Міласи провалилась через поганий план, а у алабандійців виявились спустошеними поля.
Ще більшу загрозу для македонського володаря міг становити конфлікт з римлянами, котрі після перемоги у Другій Пунічній війні мали розв'язані руки. Супротивники Філіпа вже спрямували до Риму посольства, метою яких було підштовхнути римлян до втручання. Традиційно ворожими були до македонян і етолійці, в яких за рік до того відібрали кілька міст у Пропонтиді. Нарешті, до ворогів Філіппа долучились Афіни. Двоє мешканців союзної македонянам Акарнанії випадково потрапили у релігійну процесію афінян та були страчені за «святотатство», що й викликало конфлікт.
Втім, вельми загрозлива для македонського царя ситуація неочікувано полегшилась. Аттал вирушив до Афін, щоб скріпити союз із ними. Учасники антимакедонської коаліції послабили свою пильність, що надало змогу Філіппу повернутись із Малої Азії. При цьому він залишив там свої гарнізони, котрі аж до 197 р. до н. е. (поразки у Другій Македонській війні з Римом) контролювали родоську Перею, а також Стратонікею (східна Карія), Евром, Ясос та Баргілію (всі три останні пункти лежали у західній Карії поряд або на узбережжі затоки, котра вдається у суходіл між Мілетом та Галікарнаським півостровом).  

## Кампанія 200р. до н.е

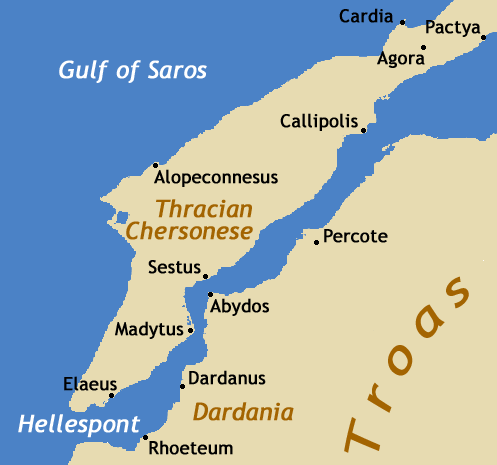
Мапа Геллеспонту

Повернувшись із малої Азії, Філіпп відправив свого полководця Філокла спустошувати Аттику, тоді як сам узявся за розширення своїх володінь в регіоні Пропонтиди. Перш за все він звернувся проти птолемеєвських територій у південній Фракії. Тут з першого приступу македонцям вдалось захопити Маронею, тоді як Ен довелося довго облягати. Нарешті, це місто вдалось захопити завдяки зраді поставленого Птолемеями префекта. Узявши ще кілька укріплень, Філіпп рушив на Херсонес Фракійський та прийняв капітуляцію Калліполя, Алопеконнеса і Мадита. Мав він контроль і над Сестом (хоча Лівій, завдяки якому ми знаємо тільки що наведені подробиці кампанії, не згадує це місто серед інших захоплених у 200 р. до н. е., проте його звільнення від влади македонського царя стало однією з умов мирного договору, укладеного через кілька років).  
Тепер, щоб забезпечити за потреби новий перехід з військом до Азії, Філіпп узявся за облогу Абідоса, розташованого на східному, протилежному до Херсонесу Фракійського, березі Геллеспонту. Битва за це місто тривала довго, проте ані Аттал не надав йому реальної допомоги, ані родосці, флот яких стояв біля Тенедоса, не наважились прорватись вузькою протокою до обложених. У підсумку, мешканці міста виявили видатну твердість характеру, та, так само як колись ксанфійці та сагунтяни, загинули всі разом з жінками та дітьми, проте не підкорились.
Тим часом римський консул вже переправився на балканський півострів та став на зимові квартири у Епірі. Почалась Друга Мекедонська війна.
Можливо також відзначити, що на 200 р. до н. е. може припадати повернення Самосу під владу Птолемеїв. Знайдений напис на честь місцевого лікаря пошановує його за допомогу численним пораненим, котрі постраждали у кількаденному бою за акрополь. Це дає змогу висловити припущення щодо силового повернення Самосу силами Птолемеїв (можливо зауважити, що на мирних переговорах у 197 р. до н. е. вимог до Філіппа щодо виводу гарнізону з цього острова не висувалось). Втім, існує також можливість трактувати зазначений бій як пов'язаний із захопленням острова Філіппом за рік до того.
Що стосується критських міст, від яких власне й отримала свою назву війна, то після невдалого походу Філіппа до Малої Азії з родосцями замирились Олус та Гієрапітна (при цьому перше місто уклало мирну угоду на нерівноправних умовах). На самому ж Криті війна між коаліціями під головуванням родоського союзника Кносса та ворожої йому Гортини тривала ще до 195 р. до н. е.